# ナーラーイ
ナーラーイ王（1633年2月16日 - 1688年7月11日）は、タイのアユタヤー王朝の王の一人。ラーマティボーディー3世とも呼ばれる。

## 生涯
プラーサートトーン王が死んだとき、兄のサンペット6世（チャオファー・チャイ）が王位に就いたが、これをいやがったナーラーイは叔父のシースタンマラーチャーと共同でサンペット6世を殺し、叔父をサンペット7世として即位させた。しかしながら、すぐに不仲になり叔父を殺し王として即位した。
1663年にモン族が多数、タウングー朝から逃れてアユタヤーまでやって来て王に帰化を求めた。ナーラーイ王は彼らを保護したが、これを嫌がったビルマが移住してきたモン族の返還を求めて攻め込んできた。ナーラーイ王は反撃し、現在のカーンチャナブリー・サイヨークでタウングー軍を敗った。そして勢いに乗ったナーラーイ王は、翌年にはタウングー本国に攻め込んだ。しかし、プカームを包囲したときには兵糧が尽き、引き返した。
文化面ではシープラート、プラ・マハーラーチャクルー、クン・テープカウィーなどの文学者が出現し、アユタヤー王朝文学史のなかでも黄金時代を迎えた。
この王の時代アユタヤー王朝は外交面で大きな発展を見せた。この時代はイギリス・フランスの重商主義時代であった。そのためイギリス人は頻繁にタイを訪れていたようである。ナーラーイ王は彼らに自由に商売をすることを許した。一方で、ナーラーイ王も負けじと王船を用意し、アジア各国と貿易をおこなった。またこのころには、ローマ教皇・アレクサンデル7世とフランスのルイ14世のキリスト教宣教師一団が訪れた。その一方で宣教師達は教育・医療に従事しアユタヤー王朝に貢献した。
一方で、前述同年の1664年に、それまで対立していたタイ華僑とオランダ人商人が遂に衝突した。武装した華僑一団が、あるオランダ人の経営する工場を襲撃したため、翌年には怒ったオランダ東インド会社が武装した船にポルトガルの国旗を掲げバンコク湾を封鎖し、中国のジャンク船を人質として捕らえて、皮革製品などに関して独占貿易を要求したのである。ナーラーイ王は仕方なくこの要求を受け入れた。ナーラーイ王は国に一大事があった時のために、ロッブリーに副都を建設した。この事件以降、ナーラーイ王はオランダ人を信用しなくなったという。
1670年ギリシャ人のコンスタンティン・フォールコンがアユタヤーを訪れ、一度出国したものの再びタイへ戻り高級官吏になり外交面での実権を握った。
1673年にはルイ14世から親書を送り、ナーラーイ王はその8年後に返礼を送ったが使節が難破し、2年後再び使節を送った。その後フランスから外交官・シュバリエ・ド・ショーモンが訪れ、ナーラーイ王にキリスト教に改宗するように説得したが、ナーラーイ王は応じなかった。
翌年の1684年にド・ショーモンが帰国する際、ナーラーイ王はプラ・ウィスートスントーン（後のチャオプラヤー・コーサーティボーディー、通称コーサーパーン）を使節として派遣した。コーサーパーンはフランスで歓迎を受け、アユタヤーの軍隊をフランスで訓練させてフランスの新たな大使・シモン・ド・ラ・ルベールを連れ3年後帰国した。ド・ラ・ルベールはフランス軍636名を連れてアユタヤーに入城しようとしたが、ナーラーイ王はオランダとの対立に学んだ経験から、危険を感じこれを拒否した。
ド・ラ・ルベールが帰国する際には、4回目の使節団を同行させたが、この後ナーラーイ王が死んだためフランスとの交流はとぎれた。王の死後には外交関係は急速に悪化し、タイは鎖国を始めた。
しかしながら、アユタヤー王朝の中でも文学面、外交面に於いて優れた功績を残した時代であったため、この時期はアユタヤー王朝の黄金期とされる。この王はタイ三大王には入っていないが、それでも大王（マハーラート）の称号が付いている。